# Horisme ustiplaga
Horisme ustiplaga är en fjärilsart som beskrevs av W. Warren 1899. Horisme ustiplaga ingår i släktet Horisme och familjen mätare. Inga underarter finns listade i Catalogue of Life.